# 周庭希
周庭希（Jason, Chao Teng Hei，1986年12月12日—－），澳門社運人士、軟體工程師與同性戀權利運動家，前愛瞞日報社長，前新澳門學社理事長，澳門彩虹創辦人，目前為英國港僑協會董事。

## 政治立場
周庭希是少數來自澳門的民主、人權、LGBT權利運動活動人士。 周認為澳門社會價值真空、缺乏理想。周認為澳門並非一国两制的成功的例子，呼籲國際社會不要被澳門的例子分心，堅定支持香港對抗獨裁管治。

## 人權

### 遊說國際機構
2020年6月，周庭希以澳門研究小組名義在聯同新澳門學社向聯合國人權事務委員會遞交人權報告，羅列澳門言論自由與集會自由、司法程序、私隱權利與政府監控、民主普選權落實無期等問題。 報告提出的多項問題被聯合國人權事務委員會納入審視澳門履行《公民權利和政治權利國際公約》的議題清單。
2015年11月，周庭希與聯合國禁止酷刑委員會成員會面，說明澳門特區政府涉在無合法途徑情況下疑犯引渡到中國內地、打擊性騷擾的立法工作一拖再拖、《家庭暴力防治法》忽視同性伴侶的保障。 其後禁止酷刑委員會正式要求澳門家暴法保障不應存在歧視。

### 涉足同志平權運動
2012年11月，澳門政府社工局公佈《家庭暴力防治法》諮詢總結，原本納入保障範圍的「同性同居」以同性婚姻未合法為由被剔除，同性戀群體無法擁有法律保障。同年12月，周庭希與友人成立「澳門同志權益關注組」，作為澳門同志平權運動的開端，並於回歸日發起澳門首次「彩虹遊行」，要求社工局將同性同居者納入《家暴法》保障範圍。

### 公開承認同志身份
2013年1月，「澳門同志權益關注組」進行澳門同志處境的調查，周庭希於調查結果公佈的當日，主動「出櫃」，承認自己的同志身份。

## 參選立法會
周庭希於2009年澳門立法會選舉，以22歲之齡代表新澳門學社出選第三屆澳門立法會直接選舉，為當時最年輕的候選人。以第15組民主新澳門第二候選人的身份取得5512票落敗。
2013年澳門立法會選舉，周庭希再次代表新澳門學社出選澳門立法會直接選舉，打著自由主義的旗號獨立組成「自由新澳門」爭奪議席，以建立一個公平開放，自由民主的澳門。最後以3,227票落敗。

## 社會運動
周庭希在2010年至2017任新澳門學社理事長，在2017年2月23日在Facebook宣佈在3月31日離開新澳門學社。

### 2011年
2月，於議事亭前地舉行活動聲援中國內地「茉莉花革命」。
6月，代表新澳門學社舉辦「小潭山命運 全城投票」活動，反對興建六幢超高豪宅，以保護小潭山山體。
12月，揭示澳門政府在諮詢《出版法》與《視聽廣播法》時誤導公眾，引導輿論，以進一收緊新聞自由；發表首份非政府組織澳門人權報告。

### 2012年
澳門政制改革諮詢期間，組織一運串活動推廣民主政制，包括絕食、全民公投、民意調查等。主張2013年澳門立法會選舉直選議席超過所有議席的一半，抗衡當時政府和建制社團主張的政改方案「+2+2+100」，以求未來達至雙普選。
11月，與包括澳門大學副教授仇國平等人合編2012年度澳門人權報告。

### 2013年
1月，代表「澳門同志權益關注組」對澳門同志處境進行調查。
2月，揭發澳門大學新校區的建築設計抄襲南京審計學院。致函聯合國人權事務高級專員辦事處，投訴澳門社工局拒絕將同性同居納入《家暴法》的做法，違反《公民權利及政治權利國際公約》中有關不歧視的規定。
3月，與聯合國人權委員會進行視像會議，揭露澳門特區政府提交的人權報告中存在失實和虛假的資訊，以及解釋澳門真實人權狀況。正式註冊成立「澳門彩虹」，「澳門同志權益關注組」成為「澳門彩虹」的附屬組織。周庭希擔任同志權益關注組的發言人。
5月，應歐盟邀請，到位於布魯塞爾的歐洲委員會以及位於斯特拉斯堡的歐洲議會訪問。為首位以非政府組織成員名義參加歐盟訪問計劃的澳門居民。行程中與多位歐盟官員和民間組織的領導會面。於國際不再恐同日，參與發起「澳門彩虹」於澳門大三巴牌坊舉行的快閃活動。希望澳門成為包容多元性傾向的國際城市 。
6月，向澳門檢察院檢舉澳門前特首何厚鏵涉濫用權力批賭牌；成立「全民倒陳聯盟」，於30日發起遊行要求澳門行政法務司司陳麗敏下台。
7月，公開譴責澳門警方於上述遊行中濫用權力進行拘捕，質疑警方試圖製造白色恐怖，要求澳門政府尊重市民參與遊行示威的權利；到澳門終審法院上訴，成功推翻早前警方不允許在西望洋花園集會的決定。

### 2014年
周庭希所屬的開放澳門協會與澳門良心和澳門青年動力在7月宣佈發動民間公投，邀請澳門居民就2019年行政長官是否由普選產生以及對第四屆行政長官候選人是否信任表達意見。最終在政府、建制派反對打壓下，有8,688名市民投了票。但周庭希因涉及在公投期間沒理會個人資料保護辦公室的命令，繼續收集市民個人資料而被捕。9月1日他再涉及該所屬愛瞞日報刊登司警撐公投照片，內含司警警徽，涉擅自取用標誌，在銷毀公投資料回澳後被捕。

### 2016
2016年9月，以愛瞞日報名義舉辦「熊貓BB民間花名全民投票」，公眾選出「貪貪」、「污污」為中國中央政府贈送澳門大熊貓的「民間別名」。

### 2019年
9月，周庭希與文韜就治安警察局禁止聲援香港反對逃犯條例修訂草案運動集會舉行的決定向終審法院提出上訴，集會主題為「促請各地（尤其香港）警察機關嚴格遵守《禁止酷刑公約》，不要向和平示威者及被剝奪自由之人士實施足以構成《公約》第一條所禁止之『酷刑』及第十六條所禁止之『殘忍、不人道……待遇』之武力」，法院判上訴人敗訴，唯獨葡藉法官利馬作表決聲明指該集會不構成目的違反法律。

### 2024年
2024年5月30日，周庭希在Facebook上宣佈取得英國國籍。

## 外部連結
- 周庭希網站 （页面存档备份，存于）
- 周庭希Facebook帳號
- 新愛瞞學社網頁[永久]
- 新愛瞞學社Youtube 頻道（页面存档备份，存于）
- 愛瞞傳媒網站（页面存档备份，存于）
- 愛瞞傳媒Youtube 頻道（页面存档备份，存于）